# Pattonomys semivillosus
Pattonomys semivillosus är en däggdjursart som först beskrevs av I. Geoffroy 1838.  Pattonomys semivillosus ingår i släktet Pattonomys och familjen lansråttor. Inga underarter finns listade i Catalogue of Life.
IUCN listar arten i det nybildade släktet Pattonomys. Arten är inte hotad i beståndet och den listas som livskraftig (LC).

## Utseende
Individerna blir 20 till 27 cm långa (huvud och bål), har en 21 till 26 cm lång svans och väger 195 till 405 g. I den gråa pälsen på ryggen är flera taggar med vita spetsar inblandade. På axeln, halsen och huvudet har den gråa pälsen vanligen en svart skugga. Hos några populationer är nosen eller hjässan helt svart. Även på kroppssidorna kan pälsen vara mörkare. Undersidan har en ljus orange till ljusgrå färg. Några taggar som förekommer främst vid axeln är mjukare och helt vita. Taggar bildas bara hos vuxna individer. På den långa svansen som huvudsakligen är täckt av fjäll förekommer bara glest fördelade hår. Hos de flesta individerna är svansens bakre del avbruten. Med hjälp av sina robusta klor har arten bra förmåga att klättra i träd.

## Utbredning och habitat
Denna gnagare förekommer i norra Venezuela och norra Colombia. Den vistas i skogar och i andra områden med träd nära vattendrag.

## Ekologi
Individerna klättrar i växtligheten och de är troligen nattaktiva. Födan utgörs av frukter och frön.
Boet är en hålighet i trädet som fodras med torrt löv. Arten har olika läten och är ganska högljudd. Födan hittas vanligen i träd men Pattonomys semivillosus går även på marken. Fortplantningssättet och livslängden antas vara lika som hos andra lansråttor.